# Arctia pallida
Arctia pallida är en fjärilsart som beskrevs av O. Schultz 1904. Arctia pallida ingår i släktet Arctia och familjen björnspinnare. Inga underarter finns listade i Catalogue of Life.